# Itararé (Santa Maria)
Itararé (pronunciación portuguesa: [????], palabra india para la piedra excavada) es un barrio del distrito de Sede, en el municipio de Santa Maria, en el estado brasileño de Río Grande del Sur. Está situado en el nordeste de Santa Maria.

## Villas
El barrio contiene las siguientes villas: Canário, Itararé, Loteamento Link, Possadas, Vila Bela Vista, Vila Bürger, Vila Felipe Menna Barreto, Vila Kruel, Vila Montanha Russa, Vila Nossa Senhora Aparecida, Vila Pércio Reis, Vila Popular Leste, Vila Popular Oeste.

## Galería de fotos

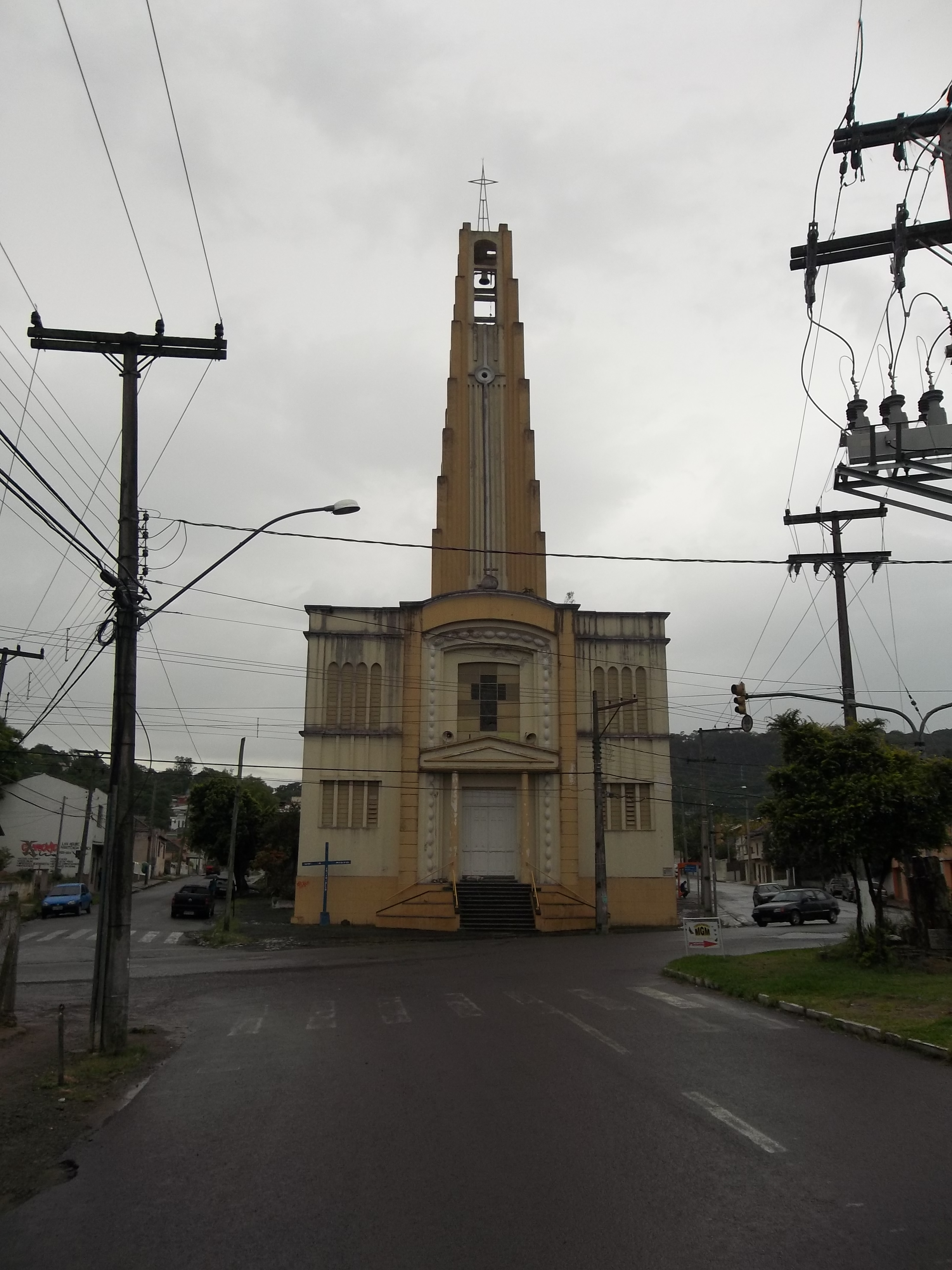
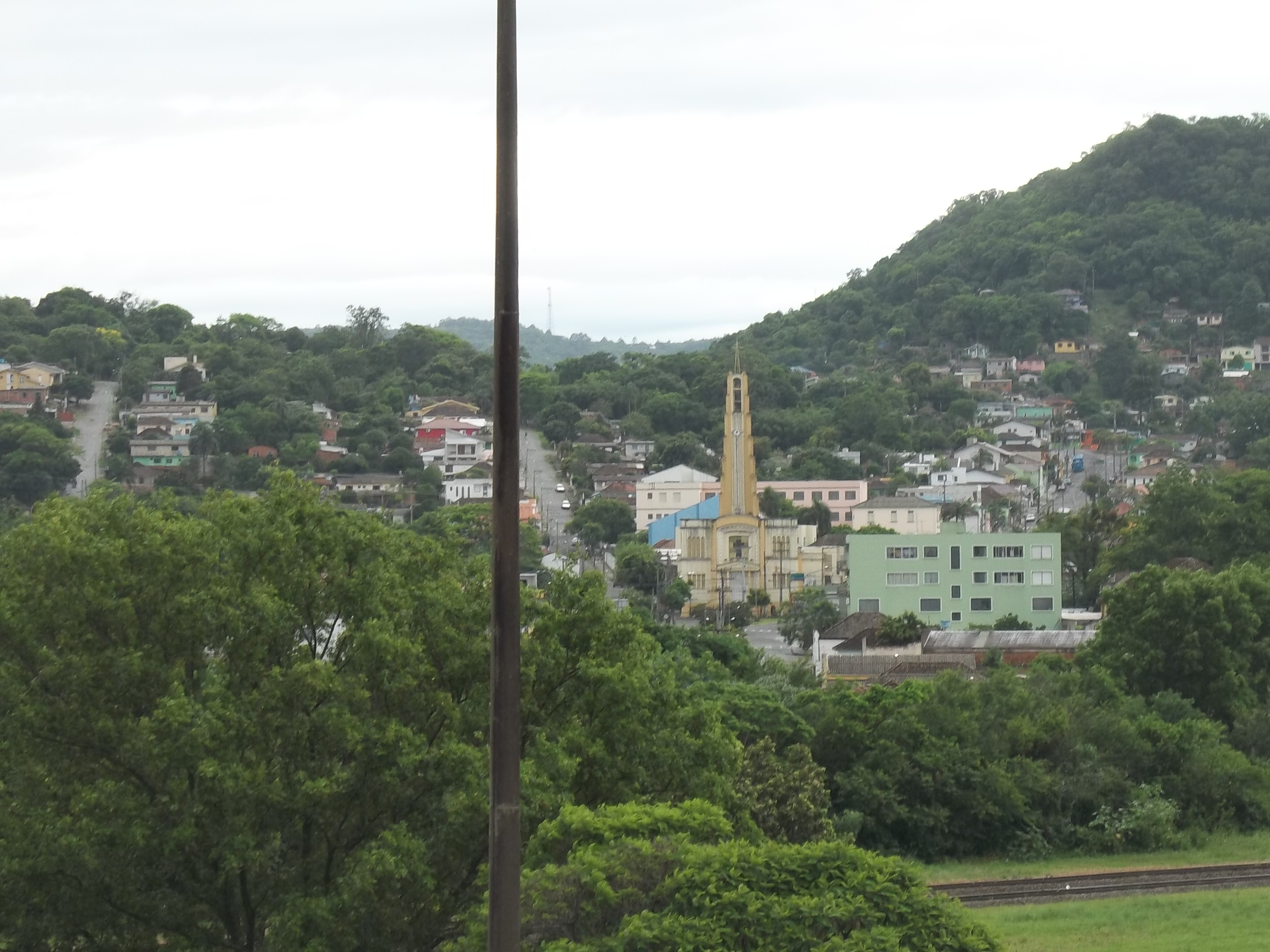
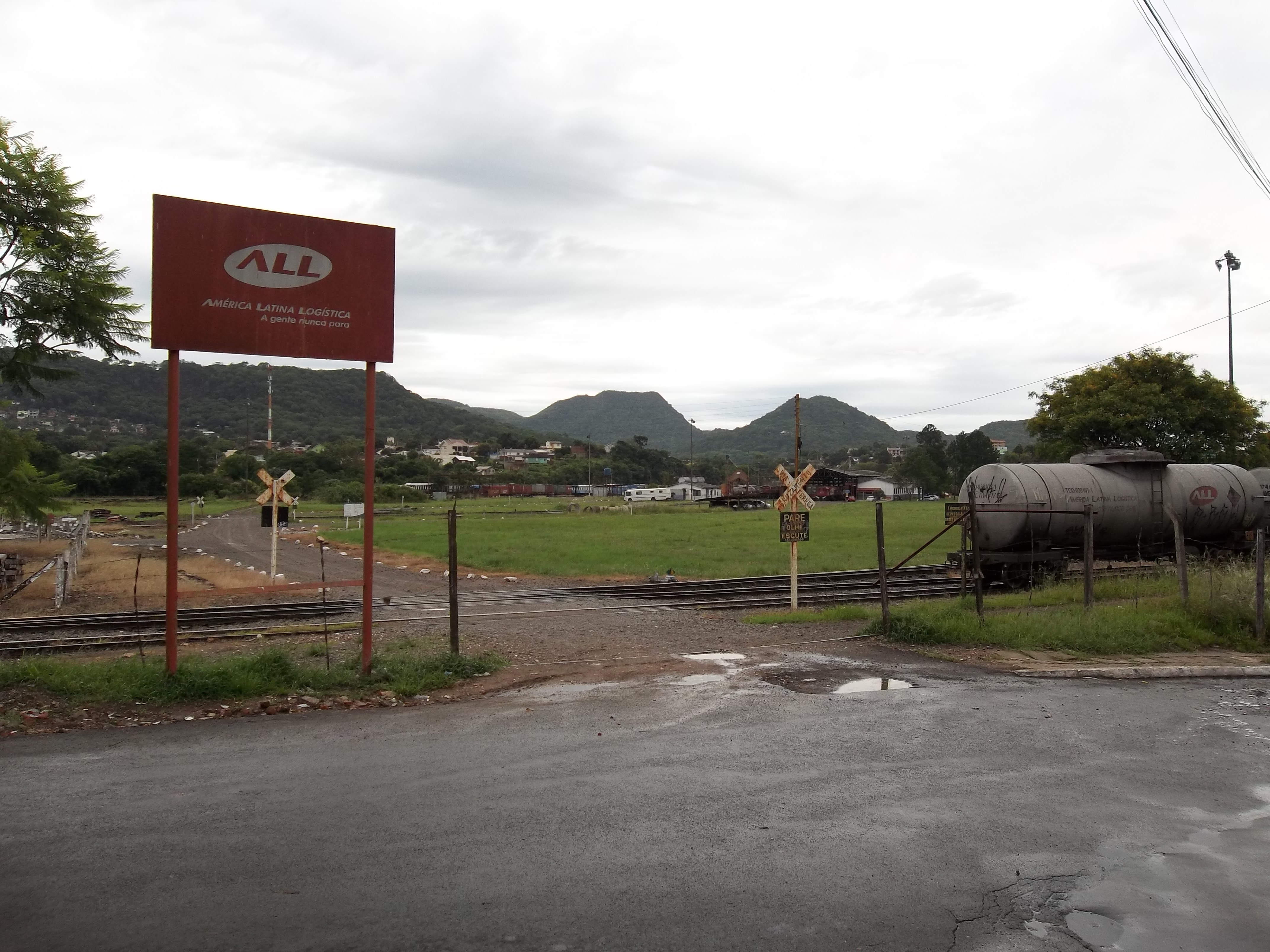

| Noroeste: Nossa Senhora do Perpétuo Socorro | Norte: Nossa Senhora do Perpétuo Socorro / Campestre do Menino Deus | Nordeste: Campestre do Menino Deus                     |
| Oeste: Nossa Senhora do Perpétuo Socorro    |                                                                     | Este: Campestre do Menino Deus Presidente João Goulart |
| Suroeste: Centro / Menino Jesus             | Sur: Menino Jesus / Presidente João Goulart                         | Sureste: Presidente João Goulart                       |